# Ikuta Atsumori
Pour les articles homonymes, voir Ikuta.
Ikuta Atsumori (生田敦盛) de Komparu Zempō, parfois simplement intitulée Ikuta, est une des nombreuses pièces du répertoire nô fondée sur l'histoire de Taira no Atsumori, jeune samouraï du clan Taira tué en 1184 à la bataille d'Ichi-no-Tani. Cette pièce de la deuxième catégorie, pièces de guerriers (shura mono), dont l'action se déroule en grande partie au Ikuta-jinja, est consacrée au fils fictif d'Atsumori qui cherche à rencontrer le fantôme de son père.

## Intrigue
Un moine ouvre la pièce, se présentant comme un disciple du fameux prêtre Hōnen et explique comment celui-ci a une fois trouvé un petit garçon dans une boîte au Kamo-jinja à Kyoto. Le moine dit que Hōnen a élevé le garçon et que de nombreuses années plus tard, une jeune femme s'est présentée en révélant être la mère du garçon et expliquant que son père était Taira no Atsumori. Comme le garçon a maintenant envie de voir le visage de son père, Hōnen suggère qu'il devrait aller à Kamo et prier pendant une semaine.
Le moine conclut son introduction en expliquant que c'est le dernier jour de cette semaine et qu'il est revenu avec le garçon à Kamo pour prier une nouvelle fois. Le garçon dit alors au moine qu'il a fait un rêve tout en priant, rêve dans lequel une voix lui a dit de se rendre au sanctuaire Ikuta afin de voir son père.
Au cours de leur voyage vers Ikuta, la paire arrive à une petite cabane où ils décident de demander à passer la nuit. L'homme dans la hutte explique qu'il est le fantôme d'Atsumori. Par l'intermédiaire du kami de Kamo, Atsumori explique qu'il lui a été accordé par Yama, le seigneur de la mort, une brève occasion de comparaître ici dans le monde des mortels afin de rencontrer son fils. Il régale ce dernier avec le récit de la bataille d'Ichi-no-Tani au cours de laquelle il a été tué. Un messager de Yama apparaît alors et emmène Atsumori avec lui de retour au royaume du shura, l'enfer de la bataille constante.

## Taira no Atsumori
Atsumori est un personnage complexe. Il est un grand guerrier de la famille Taira mais il montre aussi un côté sensible avec son fils. Sa philosophie de la vie semble aussi se modifier pendant l'histoire. Avant la réunion du père et du fils, Atsumori récite les cinq attributs de « la beauté, la perception, la connaissance, le mouvement, la conscience ». Il parle de la façon dont le corps est faible et dont c'est l'âme qui le garde de la corruption. Pourtant, quand il rencontre son fils, il devient soudainement préoccupé par les vêtements miteux qu'il porte, l'idée étant que quelqu'un qui vient de la lignée Taira devrait avoir meilleure allure. Quand il parle à son fils, il éprouve une grande fierté à raconter l'histoire de la famille Taira à son apogée. Dès qu'il parle de la chute de la grande famille Taira, il est rappelé à l'enfer et tout comme la famille Taira, il disparaît.

## Substrat de la pièce
La pièce exprime la douleur de la perte subie à la guerre. Lorsque feu Atsumori père décrit son fils, il parle de lui avec une telle joie. Il compare son fils à une fleur, c'est-à-dire à un objet terrestre, afin de permettre au public de se sentir privilégié de faire partie d'une génération qui devrait se sentir reconnaissante de n'être pas en guerre.
La pièce aborde également dans les détails la chute d'Atsumori, après avoir brièvement renoué avec son fils, de retour dans le royaume de Shuma, un royaume de bataille constante. C'est un autre avertissement contre les conséquences et la tristesse de la guerre.

## Piété filiale
La piété filiale est un thème principal dans cette histoire. Même si Atusmori et son fils ne s'étaient jamais rencontrés, ils ont été réunis par un lien spirituel profond. Les prières et le désir du père du garçon était si puissants que les dieux ont autorisé Atsumori à quitter brièvement l'enfer et à rencontrer son fils. L'extrait suivant décrit avec réalisme la liaison instantanée entre le père et son fils lors de leur réunion :
Et il a couru légèrement,

Emplumé à la manche du guerrier,

Et si ses larmes peuvent sembler le long malheur

De rossignols qui pleurent,

Pourtant, c'étaient des larmes de joie de la réunion,

Ou d'un bonheur trop grand pour le cœur humain.